# Coyote des plaines
Sous-espèce
Synonymes
- Canis latrans nebracensis Merriam, 1898[2]
- Canis latrans pallidus Merriam, 1897[2]

Le coyote des plaines (Canis latrans latrans), aussi connu sous le nom de loup des broussailles, est une sous-espèce de coyote originaire des Prairies canadiennes du sud-est de l'Alberta, du sud de la Saskatchewan et de l'extrême sud-ouest du Manitoba. Sa population aux États-Unis se trouve dans le Montana, au Wyoming, au Colorado (à l'est des Rocheuses), au nord-est du Nouveau-Mexique, dans le Dakota du Nord (sauf pour le quart nord-est), dans le nord-ouest de l'Oklahoma et dans le nord de la Texas Panhandle. C'est la plus grande sous-espèce, avec une fourrure plutôt pâle ainsi que de grandes molaires et carnassières.